# Clayton Barros
Clayton Barros é um músico brasileiro. É violonista e vocalista da banda Cordel do Fogo Encantado. É também o compositor de muitas músicas da banda, em parceria com o cantor Lirinha. Em 2010, anunciou o fim da banda, e o lançamento de um CD com músicas infanto-juvenis. Em 2018 retornaram a encantar o seu público fiel e atingir o coração das diversas gerações encantadas por suas melodias, poesias e talentos natos de um artista completo e encantador. 

## Discografia
Com a banda Cordel do Fogo Encantado:
- 2002 - Cordel do Fogo Encantado
- 2003 - O Palhaço do Circo sem Futuro
- 2005 - DVD MTV Apresenta Cordel do Fogo Encantado
- 2006 - Transfiguração
- 2018 - Viagem ao coração do sol

Com a banda Os Sertões:
- 2013 - A Idade dos Metais